# Кармалюковка
Кармалю́ковка (укр. Кармалю́ківка) — село, относится к Балтскому району Одесской области Украины.
Население по переписи 2001 года составляло 574 человека. Почтовый индекс — 66142. Телефонный код — 4866. Занимает площадь 3,32 км². Код КОАТУУ — 5120682201.

## Местный совет
66160, Одесская обл., Балтский р-н, с. Кармалюковка

## История
В 1946 г. Указом ПВС УССР село Фернатия переименовано в Кармалюковку.